# Конаковский Мох (станция)
Конако́вский Мох — железнодорожная станция на однопутном тупиковом ответвлении Решетниково — Конаково ГРЭС от главного хода Октябрьской железной дороги (Ленинградского направления от Москвы). Находится в поселке Второе Моховое Конаковского района Тверской области. По объёму работы отнесена к 5 классу.

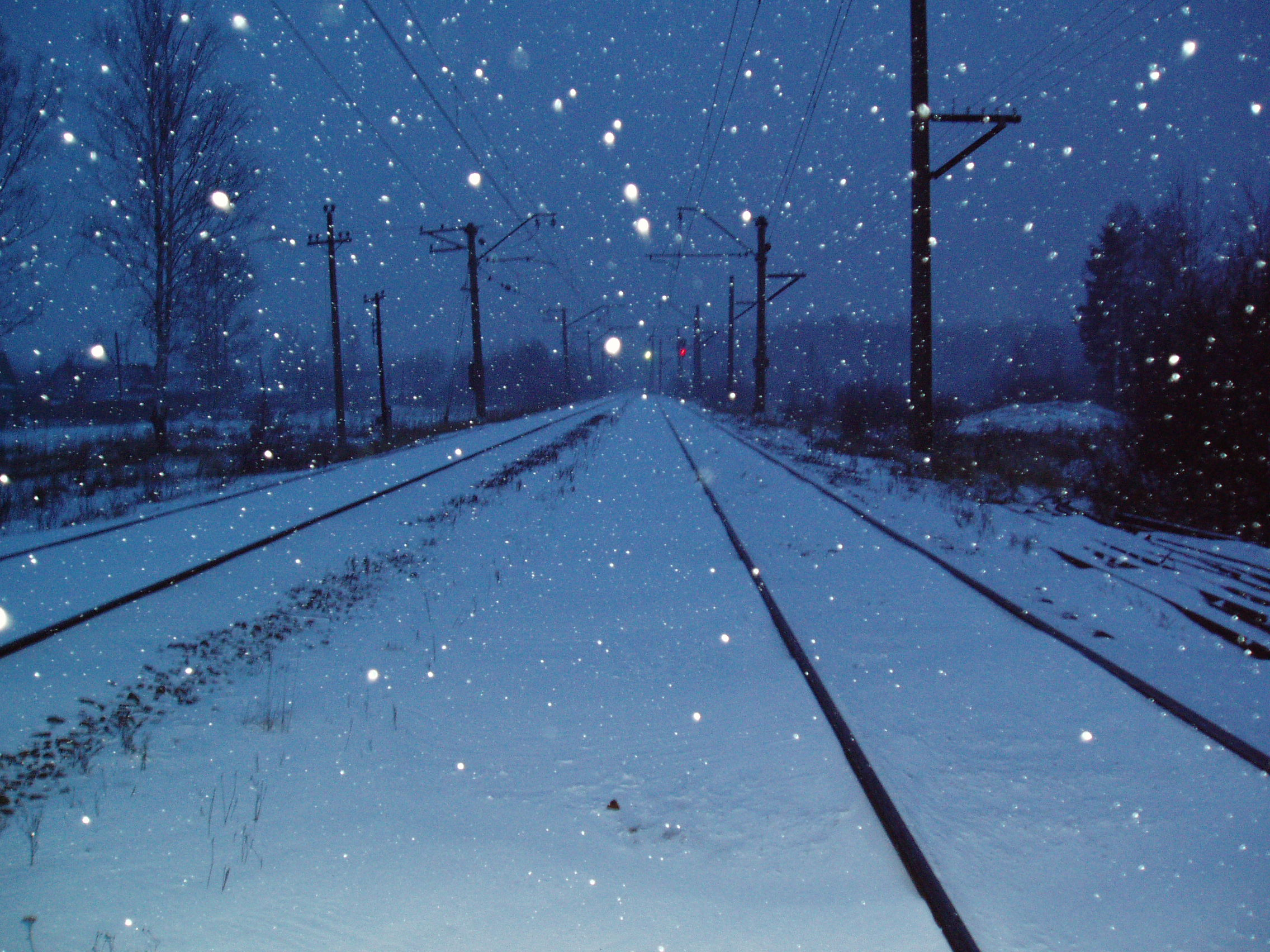
Станция зимой

Железнодорожная ветка Решетниково — Конаково открылась в 1937 году, а пассажирское движение открыли в 1964 году; примерно в то время закрыли торфпредприятие в поселке Второе Моховое. В то время поездка от Решетникова до Конакова занимала около полутора часов. На момент открытия станция называлась «Второе Моховое», по одноимённому посёлку.
На станции одна боковая высокая пассажирская платформа, с западной стороны. На платформе останавливаются почти все электропоезда, следующие с Ленинградского вокзала до Конаково и обратно, кроме экспрессов и части обычных электропоездов. До 2005 года станция была конечной для некоторых пар поездов. Турникетов нет, с мая 2012 года работает касса.
Есть переезды через пути в стороны на Москву и на Конаково. Ранее было 3 пути. Вопрос о постройке второй платформы на месте разобранного бокового 3 пути для скрещения пригородных поездов с посадкой-высадкой пассажиров их обоих электропоездов несколько раз поднимался, но не нашёл ни финансовой, ни моральной поддержки со стороны железной дороги и местных властей.
В конце августа 2015 года начались работы по капитальному ремонту пассажирской платформы. Нынешняя платформа была построена в последние годы Советской власти, а её текущее состояние весьма удручающее: если пройти низом всю платформу, то каждый второй пролёт укреплён подпорками или подвергался уже ремонту. Платформа Конаковского Мха не рассчитана на полные 12 вагонов, так или иначе одна из дверей головного или хвостового вагона не помещается на платформу.
На станции имеется здание поста ЭЦ, в котором расположены все службы станции. У нечётной (северной) горловины станции есть неохраняемый переезд со светозвуковой сигнализацией. Рядом с переездом находится пост секционирования (ПСК). Он предназначен для перераспределения электроэнергии между соседними участками в зависимости от текущей нагрузки на этих участках (что ведет к существенным снижениям потерь электроэнергии), а также для защиты КС от коротких замыканий.
Он делит Конаковскую ветку на два независимых друг от друга электрифицированных участка, первый запитывается в Решетниково, второй — в Конаково ГРЭС.
Подъездной путь к расположенному неподалеку асфальтобетонному заводу не обслуживается с 2000 года. От переезда до конца контактной сети — 250—260 метров, впритык умещается 12 вагонов, чтобы не перекрывать переезд. Есть сбрасывающая стрелка, при отстое поезда в тупике блок-участок получается занятым. После окончания контактной сети начинается подъездной путь Конаковского ДРСУ. За период с 2010 по 2013 год на ПП сняты рельсовые скрепления (на металл), за забором ДРСУ рельсы спилены, путь разобран. По кадастровой карте, полоса земли после конца контактной сети параллельная Конаковской ветке предназначена под грузовой двор станции, проект, видимо, так и не был реализован.